# Dieter Waltke
Dieter „Jimmy“ Waltke (* 26. Dezember 1953 in Hille) ist ein ehemaliger deutscher Handball-Nationalspieler. Er spielte als Linksaußen. Seinen Spitznamen „Jimmy“ erhielt er, weil er so lange Haare trug wie Musiker Jimi Hendrix.

## Erfolge

### In der Nationalmannschaft
Waltke wurde von Bundestrainer Vlado Stenzel entdeckt, als die bundesdeutsche B-Nationalmannschaft in Minden ein Übungsspiel gegen den Verbandsligisten TV Sachsenroß Hille bestritt. Waltke trat in dieser Begegnung als vielfacher Torschütze Hilles in Erscheinung und erhielt daraufhin von Stenzel die Berufung in die A-Nationalmannschaft.
Bei der Handball-Weltmeisterschaft 1978 errang er mit der Nationalmannschaft den Titel. Bemerkenswert war sein Einsatz im Endspiel: In der 39. Minute wechselte Bundestrainer Stenzel ihn, der während der gesamten WM noch nicht zum Einsatz gekommen war, ein. Die deutsche Mannschaft lag mit einem Tor in Führung. Waltke warf daraufhin das 14:12, das 15:12 und das 16:12. Kurz nach seinem dritten Treffer wechselte Stenzel ihn nach 193 Sekunden wieder aus. Insgesamt spielte Waltke von 1975 bis 1981 76-mal in der deutschen Handballnationalmannschaft und erzielte dabei 118 Tore.

### Im Verein
1977 wurde er mit GW Dankersen deutscher Meister, mit demselben Verein gewann er 1976 und 1979 den DHB-Pokal. 1981 siegte er mit TuS Nettelstedt im Europapokal der Pokalsieger sowie im DHB-Pokal. Seine Laufbahn schloss er 1990 bei seinem Heimatverein Sachsenroß Hille ab, dort war er zuletzt als Spielertrainer tätig gewesen.

## Privates
Waltke arbeitete von 1983 bis 2018 als Oberstudienrat für Sport und Geschichte am Söderblom-Gymnasium im ostwestfälischen Espelkamp. Am 13. Juli 2018 trat er seinen Ruhestand an. Waltke ist Vater von drei Kindern.

## Auszeichnungen
- Silbernes Lorbeerblatt
- Mannschaft des Jahres 1978